# Wael Nader al-Halqi
Wael Nader al-Halqi (arabiska: وائل نادر الحلقي), född 1964, är en syrisk politiker. Mellan augusti 2012 och juli 2016 var han Syriens premiärminister.